# 猎犬座α2型变星
獵犬座α2型變星是變星的一種類型。這些恆星或學成份特殊的主序星，光譜類型為B8p至A7p。它們具很強的磁場和強矽、鍶、或鉻的譜線。其亮度通常在0.5到160天內變化0.01至0.1星等。
除了光的強度之外，獵犬座α2型變星的譜線強度和輪廓也會改變，連磁場也會變化。這些變化的週期都是相同的，被認為是恆星的自轉週期。一般認為是因為這修恆星的大氣層中的金屬分布不均勻造成的，因此恆星表面各處的亮度因點而異。
這類變星的命名是依據北天星座獵犬座的聯星常陳一中的一顆恆星（獵犬座α2）命名。它的亮度以5.47天的週期波動0.14星等。